# دیوید سول
دیوید سول (انگلیسی: David Soul; ۲۸ اوت ۱۹۴۳ – ۴ ژانویهٔ ۲۰۲۴) خواننده و بازیگر اهل ایالات متحده آمریکا بود. وی از سال ۱۹۶۱ تا ۲۰۲۴ میلادی مشغول فعالیت بود.
از فیلم‌هایی که وی در آن نقش داشته‌است، می‌توان به استارسکی و هاتچ و راز صحرا اشاره کرد.